# Caudron R.11
Caudron R.11 byl francouzský dvoumotorový dvouplošník s tříčlennou posádkou, užívaný v době první světové války jako dálkový průzkumný a doprovodný stíhací letoun.

## Vznik a vývoj
Letoun vzniknul vývojem z typu Caudron R.4, a kromě aerodynamičtěji tvarovaného trupu měl také instalovány výkonnější motory Hispano-Suiza 8B. Pomocná příďová podvozková noha byla odstraněna a ocasní plochy byly zvětšeny. Rozpětí křídel bylo poněkud zmenšeno a systém mezikřídelních vzpěr byl změněn na dvoukomorový. Letoun byl vyzbrojen zdvojenými kulomety Lewis otočně lafetovanými v příďovém a hřbetním střeleckém stanovišti, a dalším kulometem téhož typu v přídi, který umožňoval příďovému střelci výstřel do spodní polosféry.
Počátek výroby byl poznamenán průtahy, a ačkoliv první kus R.11 byl dokončen již v roce 1916, první jednotka, letka R 46, byla typem přezbrojena až v únoru 1918.:s.169 Bylo objednáno celkem 1000 kusů, z nichž bylo do konce války vyrobeno okolo 370.:s.167

## Operační nasazení
Ačkoliv byl letoun oficiálně označen jako průzkumný (kategorie A.3), a pro průzkumné mise mohl být vybaven svisle zavěšenou fotografickou kamerou v trupu,:s.167 jádro bojových úkolů typu tvořil stíhací doprovod bombardovacích jednotek vyzbrojených typem Breguet 14 B.2 při dálkových náletech.:s.168 Ve Francouzském armádním letectvu typ tvořil výzbroj letek R 46, R 239, R 240, R 241, R 242 a R 246.
Několik exemplářů bylo bojově nasazeno i Armádní leteckou službou Spojených států.
Britský Royal Flying Corps zakoupil dva kusy, které testoval v roli dálkového bombardéru, a později je užíval jako létající zkušebny různé výzbroje a spojovacích prostředků.:s.169

## Uživatelé
- Francie
  - Aéronautique militaire
- Spojené království
  - Royal Flying Corps
- Spojené státy americké

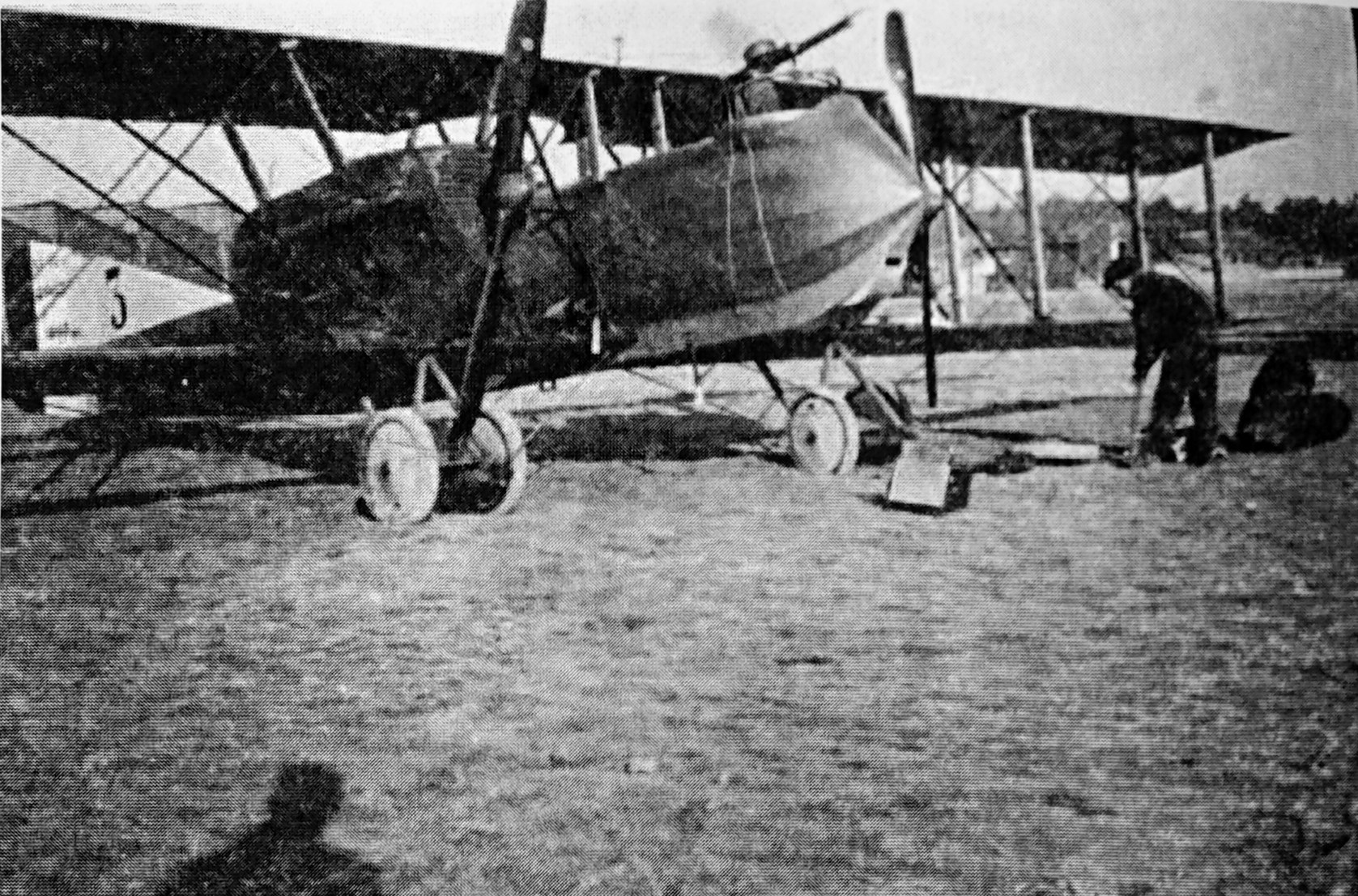
Cauldron R.11

  - USAS/American Expeditionary Forces

## Specifikace

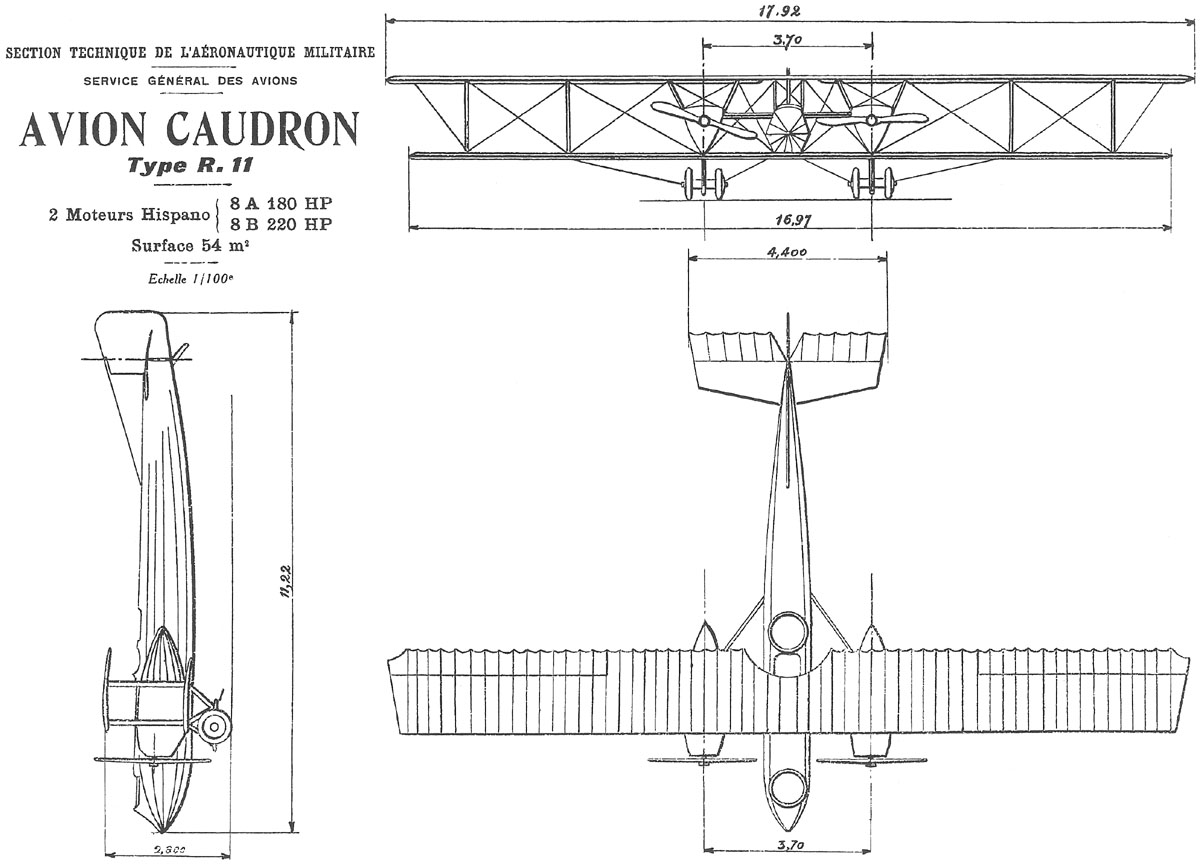
Třípohledový nákres Caudronu R.11

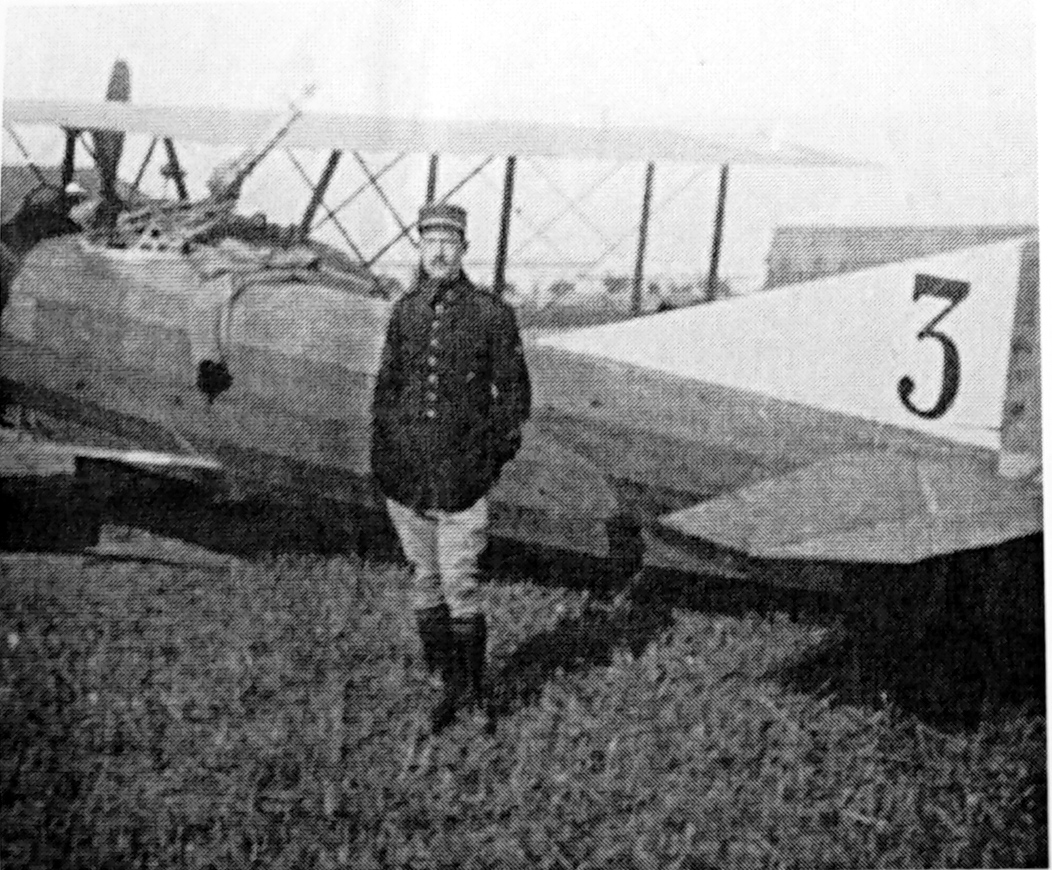
Caudron R.11

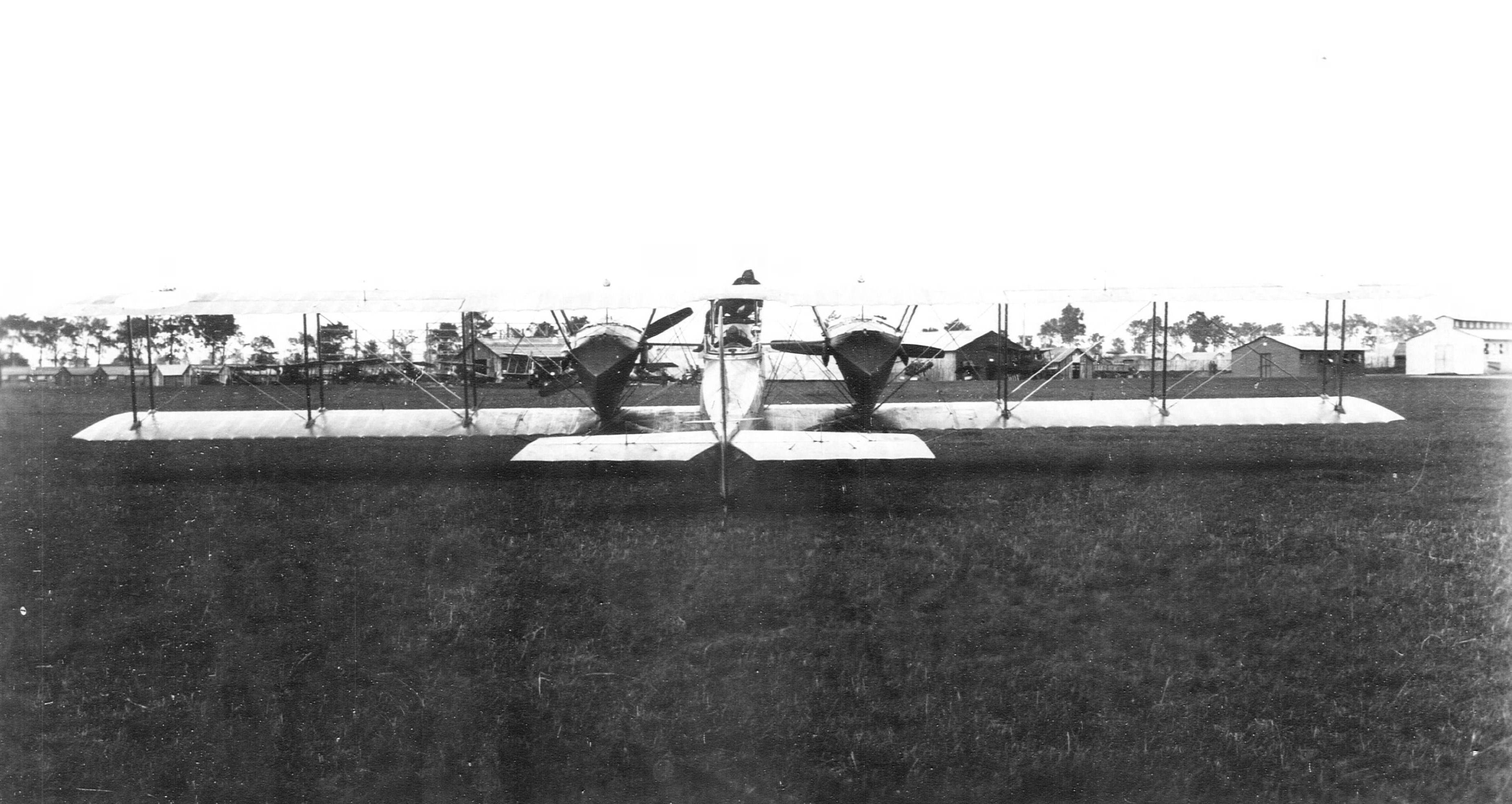
Caudron R.11

Údaje podle publikace French Aircraft of the First World War:s.168

### Technické údaje
- Posádka: 3 (pilot a dva pozorovatelé/střelci)
- Délka: 11,22 m
- Rozpětí: 17,92 m
- Výška: 2,80 m
- Nosná plocha: 54,25 m²
- Prázdná hmotnost: 1 422 kg
- Vzletová hmotnost: 2 165 kg
- Pohonná jednotka: 2 × vidlicový osmiválec Hispano-Suiza 8Bda
- Výkon pohonné jednotky: 215 hp (160,3 kW)

### Výkony
- Maximální rychlost: 183 km/h ve výšce 2000 m
- Dostup: 5 950 m
- Dolet: 600 km
- Výstup do 2 000 m: 8 minut a 10 sekund
- Výstup do 4 000 m: 22 minut a 30 sekund

### Výzbroj
- 2 × pohyblivý kulomet Lewis ráže 7,7 mm v příďovém střelišti
- 1 × kulomet Lewis ráže 7,7 mm v přídi, střílející směrem dolů
- 2 × pohyblivý kulomet Lewis ráže 7,7 mm v hřbetním střelišti